# Parc national du Mbam et Djerem
Le parc national du Mbam et Djerem  est un parc national créé en janvier 2000 au centre du Cameroun. Il s'etand dans le site en cheval sur les régions de l'Adamaoua, du Centre et de l'Est, dans une zone comprenant à la fois la forêt pluviale équatoriale (au sud et à l'est) et des zones de savanes de type soudano-guinéen.
Le parc couvre 4 200 km2, dont la moitié est constituée de forêt tropicale de plaine, l'autre moitié de savane arborée et de savane boisée. Entre les deux on observe une large ceinture d'écotone, c'est-à-dire chevauchement des deux zones contigües. Ce chevauchement apporte au parc national du Mbam et Djerem une très grande diversité d'habitats et donc une grande biodiversité.

## Localisation

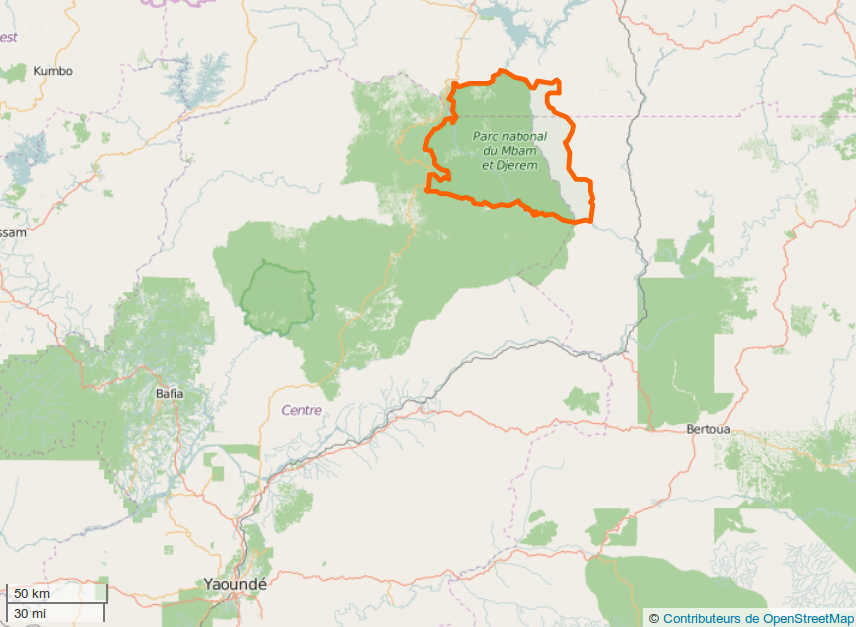

Le parc national s'étend sur 416 512 ha ; il est limité au Nord par la rivière Migiri (21,5 km), la rivière Miyere (11,2 km), la rivière Mdjerem (16,4 km) et la rivière Malo (17,8 km) ; à l'Est par la rivière Merou (91,2 km) ; au Sud par la rivière Mdjerem (21,5 km), les rivières Mekie et Mehe (42,2 km), Mbi (40 km), Ngomsi (13,2 km) et la route Yoko-Sangbe ; à l'Ouest par la route Yoko-Sangbe (4 km), la rivière Sui (12,4 km), deux cours d'eau non dénommés de (11,4 km) et (9 km) respectivement, les rivières Meré (2,8 km) et Mfou (14,5 km), Beboun (15,8 km) ; la piste Sangbé vers Gongotoua (8,8 km).

### Hydrographie
Le parc est traversé par deux grands cours d'eau : 
- le Djerem qui coule du nord au sud dans la partie orientale du parc et qui est en fait le nom donné au cours supérieur de la Sanaga.
- Le Mbam affluent principal de la Sanaga, qui coule lui aussi du nord au sud, mais dans la partie occidentale du parc.

À l'est, le parc est longé du nord au sud par le Transcamerounais (Camrail), voie ferrée qui relie Ngaoundéré à Yaoundé et qui a précipité l'exode massif des jeunes vers les villes, si bien qu'il n'y a aujourd'hui plus de villages sur le territoire du parc. La chasse, y compris celle (illégale) des grands mammifères, y est cependant pratiquée.

## Climat
Il y a deux saisons, une saison humide de mi-avril à mi-octobre et une saison sèche de mi-octobre à mi-avril. La température moyenne annuelle est de 24 °C et les précipitations sont de 1 900 mm par an.

## Faune
362 espèces d'oiseaux ont été recensées dans le parc.

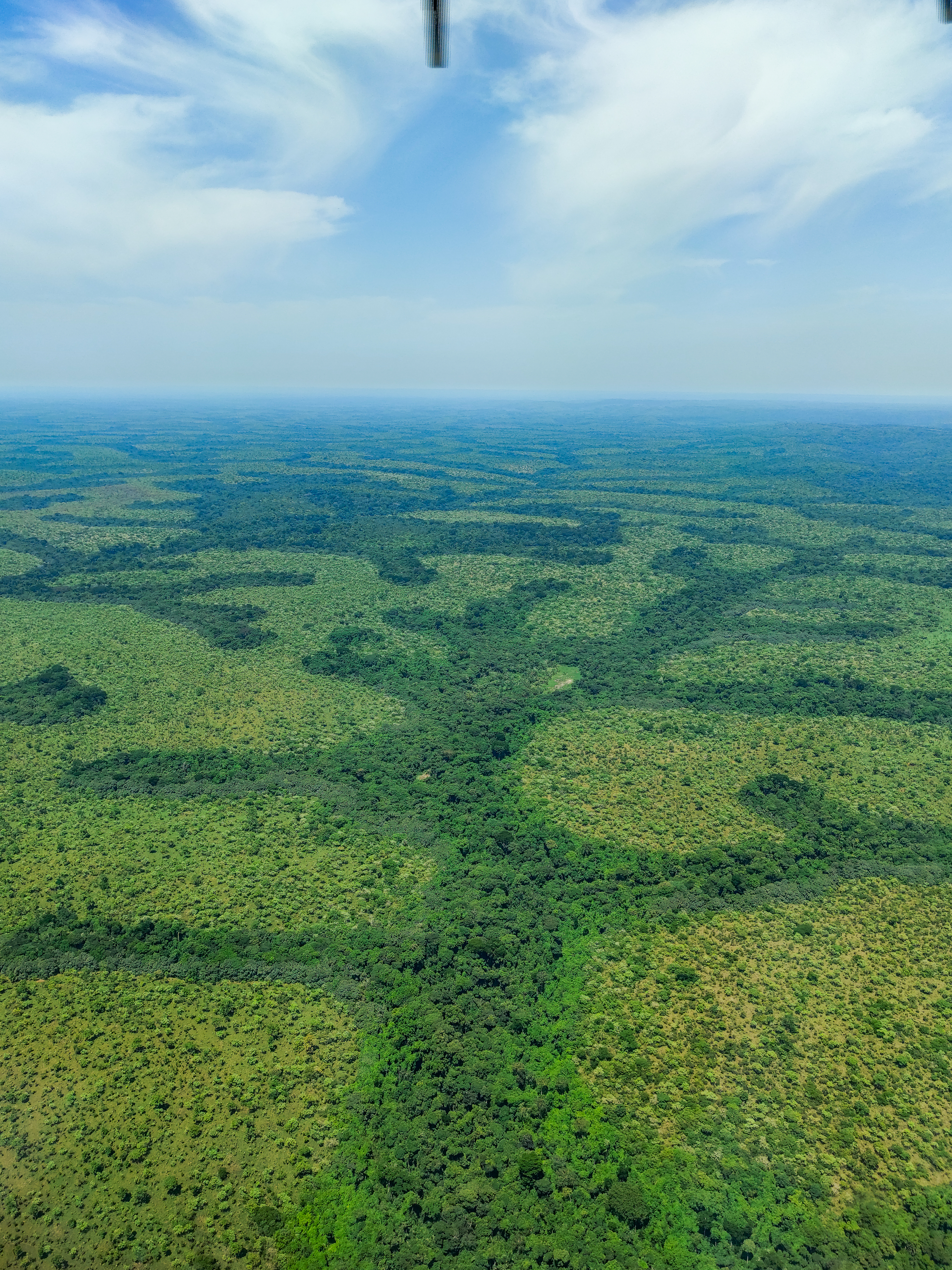
Vue aerien du parc national du Mbam et Djerem